# 宇都宮聡
宇都宮 聡（うつのみや さとし、1969年 - ）は、日本の化石ハンター、古生物研究者、サイエンスライター。パナソニック株式会社勤務で「サラリーマン化石ハンター」と呼ばれている。大阪市立自然史博物館外来研究員でもある。
発見地の旧国名と発見者の宇都宮聡から名付けられたクビナガリュウ（サツマウツノミヤリュウ）・恐竜（国内最大級の獣脚類・西日本初のスピノサウルスの歯）・巨大モササウルス類など数々の発見実績がある。

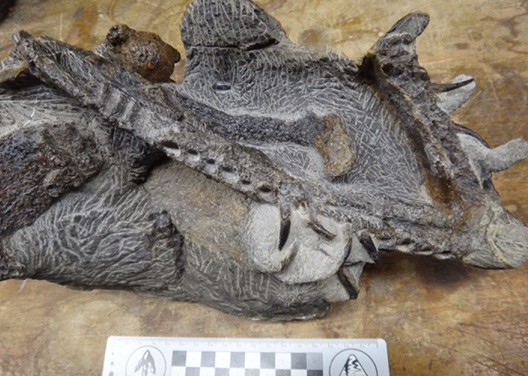
サツマウツノミヤリュウの下顎の写真（鹿児島県立博物館にて）

## 略歴
愛媛県出身。1992年、立命館大学卒業後、松下電工（現：パナソニック株式会社）入社。会社員として働きながら趣味で化石採集を続けている。ライフワークとして古生物の発掘調査を進め、日本国内各地で多数の大型脊椎動物化石を発見。自身の名が愛称に付くクビナガリュウを初め、恐竜（肉食・魚食・植物食）・モササウルス類・翼竜など、中生代の主要な脊椎動物化石を日本国内で多数発見・研究している。
2004年に鹿児島県で発見したクビナガリュウの論文記載研究のため、標本を保管してあった鹿児島大学の博士課程前期に社会人入学（2014年）、会社員勤めのすきま時間で、標本のクリーニングと研究を進めた。
仲谷英夫（鹿児島大学：教授当時）と佐藤たまき（神奈川大：教授）の指導を受け、サツマウツノミヤリュウの記載論文を発表（2019年）。東アジア最古のエラスモサウルス科クビナガリュウであることを明確にした。さらに、サツマウツノミヤリュウのクリーニング過程で、喉の部分にある異物を発見。中島保寿（東京都市大学准教授）との共同研究で、世界初のクビナガリュウのペリット化石であることを発表した。中島准教授とは、ペリット化石の他に、和歌山県で発見したスピノサウルス類、鹿児島で発見の翼竜化石（通称：薩摩翼竜）・恐竜ボーンベッド、ウミガメ化石（サツマムカシウミガメ）などでの発掘・調査〜研究で連携している。
サツマウツノミヤリュウについては、発見から発掘、クリーニング、研究、論文記載まで自身の手で行った。サツマウツノミヤリュウの標本は現在、鹿児島県立博物館で常設展示されている。自身が発見した古生物の復元では、古生物イラストレーターの川崎悟司氏、海洋堂の造形師古田悟郎氏と連携している。
また、古生物に関する著作が複数あり、新聞メディアで古生物コラムの連載や、講演活動も行っている。

## 主な発見
- 東アジア最古のエラスモサウルス科の長頸竜：サツマウツノミヤリュウ発見（2004年 鹿児島）[12]
- 国内最古級の新種のサンゴ化石：シリンゴポーラ・ウツノミヤイ発見（2004年記載[注 1] 宮崎）[21]
- 国内最大級の肉食恐竜の牙化石発見（2008年 石川）[7]
- イグアノドン類の植物食恐竜化石発見（2009年 鹿児島）[22]
- 国内最大の巨大モササウルス類頭骨化石発見（2010年 大阪）[9]
- 日本初産出古代サメ・リソドゥスの発見（2010年 愛媛）[23]
- 日本初のスピノサウルス亜科の化石発見（2018年 和歌山）[16]
- 鹿児島県初の翼竜化石（薩摩翼竜）化石発見（2020年 鹿児島）[24]
- 世界初のクビナガリュウのペリット発見（2021年 鹿児島）[15]
- 恐竜のボーンベッド発見（2021年 鹿児島）[25]
- 東アジア最古のウミガメ化石（サツマムカシウミガメ）発見（2024年 鹿児島）[26][27]
- 国内最大級の巨大モササウルス類頭骨化石再発見（2024年 大阪）[28]

## 個展
- 『日本にいた！絶滅古生物 展』：宇都宮聡コレクション&川崎悟司（イラスト）コラボ展示：大阪大学総合学術博物館 2013[要出典]

## 過去の主な講演会・対談実績
- 2009年 石ふしぎ大発見展大阪ショー『化石は愉しいサツマウツノミヤリュウと白山巨大獣脚類発見秘話』天満OMMホール[29]
- 2013年 2013年夏期ミニ企画展『化石は愉しい：大物化石発掘の秘訣』大阪大学総合学術博物館[30]
- 2019年 石ふしぎ大発見展京都ショー『和歌山で発見された恐竜スピノサウルス発見秘話』みやこめっせホール[要出典]
- 2019年 大恐竜展inなんば〜よみがえる地球の絶対王者『日本の恐竜発掘』なんばスカイオホール[要出典]
- 2021年 【発見！薩摩翼竜】センムと遊ぼう　～化石ハンターに聞いてみた！～　NMB48　梅山恋和×海洋堂　宮脇センム×造形師　古田悟郎×化石ハンター　宇都宮聡[31]
- 2022年 「日本画と恐竜」展in 海洋堂ホビーランド スペシャル対談　化石ハンター　宇都宮聡×造形師　松村しのぶ[32]
- 2023年 化石ハンター展　スペシャルギャラリートーク：国立科学博物館　木村由莉×サラリーマン化石ハンター　宇都宮聡[33]

## 過去の主な出演実績
- 『NHKスペシャル』「恐竜超世界 in Japan」前編・後編 [34]
（2022年 3月30日初回放送）
- 『ダーウィンが来た!』「恐竜研究ホットスポット日本！」～続々発見進行中！～[35]
（2023年7月6日初回放送）
- 『ダーウィンが来た!』「鹿児島で大発見！首長竜の新生態」 [36]
（2021年 9月19日初回放送）
- 『ダーウィンが来た!』「超スクープを狙え!最新プロジェクト密着スペシャル」 [37]
（2024年 12月22日初回放送）
- 『天才てれびくん』「てれジャーハンター」 [38][39][40]
（2023年 6月19日、8月7日、8月8日）
- 『痛快！明石家電視台』 [41][42]
（2023年10月28日初回放送）
- 『ついに出た!?未知の巨大生物を掘り当てろ!化石ハンター』「激録！未知の巨大生物を掘り当てろ！化石ハンター」 [43]
（2022年07月23日初回放送）
- 『関西ラジオ・ワイド』「旬の人・時の人」 [44]
（2019年04月15日初回放送）
- 『ニュースウオッチ9』 [45]
（2019年03月17日初回放送）
- 『日曜ビックバラエティ』「最強探知機で大調査！日本の“お宝”ぜんぶ掘る大作戦」 [46]
（2018年12月23日初回放送）
- 『1億人の大質問！？笑ってコラえて！』「笑ってコラえて！日本列島　記念館の旅」 [47]
（2018年7月25日初回放送）
- 『めざましテレビ』「キラビト！」 [48]
（2017年12月11日初回放送）
- 『なんでも鑑定団』「極上お宝サロン」 [49]
（2016年9月1日初回放送）

### 論文
- 宇都宮聡「鹿児島県長島町獅子島の上部白亜系御所浦層群から産出した 東アジア最古のエラスモサウルス科（爬虫綱，長頚竜目）」『大阪市立自然史博物館研究報告』第73巻、大阪市立自然史博物館、2019年3月、23-35頁、CRID 1390009224653321344、doi:10.20643/00001333。
- A large mosasaurine (Squamata: Mosasauridae) from the latest Cretaceous of Osaka Prefecture (SW Japan)TAKUYA KONISHI , MASAHIRO TANIMOTO , SATOSHI UTSUNOMIYA Paleontological Research 16 (2), 79-87, 2012-06
- 宇都宮聡 (2020). “鹿児島県長島町獅子島の上部白亜系御所浦層群幣串層から産出するアンモナイト化石群 [Ammonites from upper Cretaceous Goshoura Group, Hegushi formation, Shishijima Island, Kagoshima Prefecture, Japan]”. 地学研究 66 (1):  5-14.
- 後藤仁敏, 田中猛, 宇都宮聡「愛媛県西予市の田穂層(三畳紀前期)産の板鰓類リソドゥスの歯化石」『地球科学』第64巻第3号、2010年、111-116頁、doi:10.15080/agcjchikyukagaku.64.3_111、2023年8月18日閲覧。
- 伊藤謙, 宇都宮聡, 小原正顕, 塚腰実, 渡辺克典, 福田舞子, 廣川和花, 髙橋京子, 上田貴洋, 橋爪節也, 江口太郎「<研究資料>日本の地質学黎明期における歴史的地質資料 : 梅谷亨化石標本群（大阪大学適塾記念センター蔵）についての考察」『日本研究』第51巻、国際日本文化研究センター、2015年3月、157-167頁、CRID 1390290699747537280、doi:10.15055/00005572、ISSN 0915-0900。
- 中島保寿, 宇都宮聡「鹿児島県長島町獅子島の白亜系御所浦層群から産出した翼竜類化石」『化石研究会会誌』第54巻、J-GLOBAL、2022年4月13日、2-60頁。
- Additional Material of Silurian Tabulate Corals from the Gionyama Formation, Miyazaki PrefectureShuji Niko1 and Tomio Adachi2,Bull. Natn. Sci. Mus., Tokyo, Ser. C, 30, pp. 47–54, December 22, 2004
- 谷本 正浩, 宇都宮聡「鹿児島県の獅子島で見つかった恐竜化石」『地学研究』第58巻、地質文献データベース (GEOLIS)、2010年、225-228頁。

### 書籍

#### 単著
- 『クビナガリュウ発見!―伝説のサラリーマン化石ハンターが伝授する化石採集のコツ』（築地書館 2007年）ISBN 4806713430

#### 共著
- 『日本の恐竜図鑑:じつは恐竜王国日本列島』（宇都宮聡・川崎悟司 築地書館、2012年）ISBN 480671433X
- 『日本の絶滅古生物図鑑』（宇都宮聡・川崎悟司 築地書館、2013年）ISBN 4806714534
- 『日本の白亜紀恐竜図鑑』（宇都宮聡・川崎悟司 築地書館、2015年）ISBN 4806714976
- 『日本にいた絶滅古生物』（宇都宮聡・仲谷英夫・小西卓哉・小林快次・川崎悟司 他、大阪大学総合学術博物館［編］2013年）ISBN 4806714615

### 新聞連載
- 2022年 「じつは恐竜王国！鹿児島県」[50]